# Nadia Flores
Nadia Flores (Ezeiza, 1º novembre 1990) è una cestista argentina.

## Carriera
Con l'Argentina ha disputato due edizioni dei Campionati americani (2009, 2013).